# Trichogomphus simson
Trichogomphus simson är en skalbaggsart som beskrevs av Snellen Van Vollenhoven 1864. Trichogomphus simson ingår i släktet Trichogomphus och familjen Dynastidae. Utöver nominatformen finns också underarten T. s. selangorensis.